# 1Y busz (Dunaharaszti)
A dunaharaszti 1Y busz a HÉV-állomás és a TESCO áruház között közlekedett a Piactér érintésével. A viszonylat szombaton délelőtt, illetve hétköznap három alkalommal közlekedett. A járatot a Ventona-Trans Kft. üzemeltette.

## Története
1996-ban az újonnan áthelyezett piactérre a lakosság és az árusok szükségét érezték egy autóbusz-járatnak, ami érinti a piacteret. Ekkortól a HÉV állomás – Knézich utca helyijáratot és a Dunaharaszti–Alsónémedi–Dabas helyközi járatot szerdánként és szombatonként a Piactér érintésével közlekedtek. Ekkor a Piactéren megálló autóbuszok járatsűrűsége 20 perc volt.
2019-ben a Móricz Zsigmond és a Temető utca aszfalt-burkolatát felújították, ezáltal a Piactéri autóbusz-megálló is felújítást kapott. 

2024. január 13-án a járat utoljára közlekedett, 15-én a Némedi úti aluljáró lezárása miatt az autóbuszok a Piactér felé kerülnek, így a korábbi 1Y járat helyett az 1-es közlekedik. 

## Útvonala
| TESCO áruház felé |  |
| --- |  |
| Dunaharaszti-külső HÉV állomás – Fő út – Dózsa György út – Baktay Ervin tér – Móricz Zsigmond utca – Piactér – Móricz Zsigmond utca – Dunaharaszti vasútállomás – Némedi út – TESCO áruház |  |
| Dunaharaszti-külső HÉV állomás felé |  |
| TESCO áruház – Némedi út – Dunaharaszti vasútállomás – Móricz Zsigmond utca – Piactér – Móricz Zsigmond utca – Baktay Ervin tér – Dózsa György út – Fő út – Dunaharaszti-külső HÉV állomás |  |

## Megállói
Az átszállási kapcsolatok között az azonos járat is fel van tüntetve.
| 0  | Dunaharaszti, HÉV állomás végállomás     | 14 | 1110 650, 653, 654, 655, 659, 660, 679 1, 1Y, 2, 3, 4, 14, 20        |
| 2  | Dózsa György út                          | 11 | 659, 679 1, 1Y, 3, 4, 20                                             |
| 3  | Baktay Ervin tér                         | 10 | 659, 679 1, 1Y, 3, 4, 20                                             |
| 5  | Piactér                                  | 8  | 1Y, 20                                                               |
| 7  | Dunaharaszti vasútállomás                | 6  | Budapest–Kunszentmiklós-Tass–Kelebia-vasútvonal 659, 679 1, 1Y, 3, 4 |
| 8  | Szent László utca                        | 5  | 659, 679 1, 1Y, 3, 4                                                 |
| 10 | Kodály Zoltán utca                       | 4  | 659, 679 1, 1Y, 3, 4                                                 |
| 11 | Knézich Károly utca                      | 2  | 659, 679 1, 1Y, 3, 4                                                 |
| 12 | Piramis áruház (csak a HÉV állomás felé) | 1  | 659, 679 1, 1Y, 3                                                    |
| 14 | TESCO áruház végállomás                  | 0  | 1110, 1111, 1113, 1115 632, 633, 656, 657, 659 1, 1Y, 2, 3           |